# Oscar Olsson

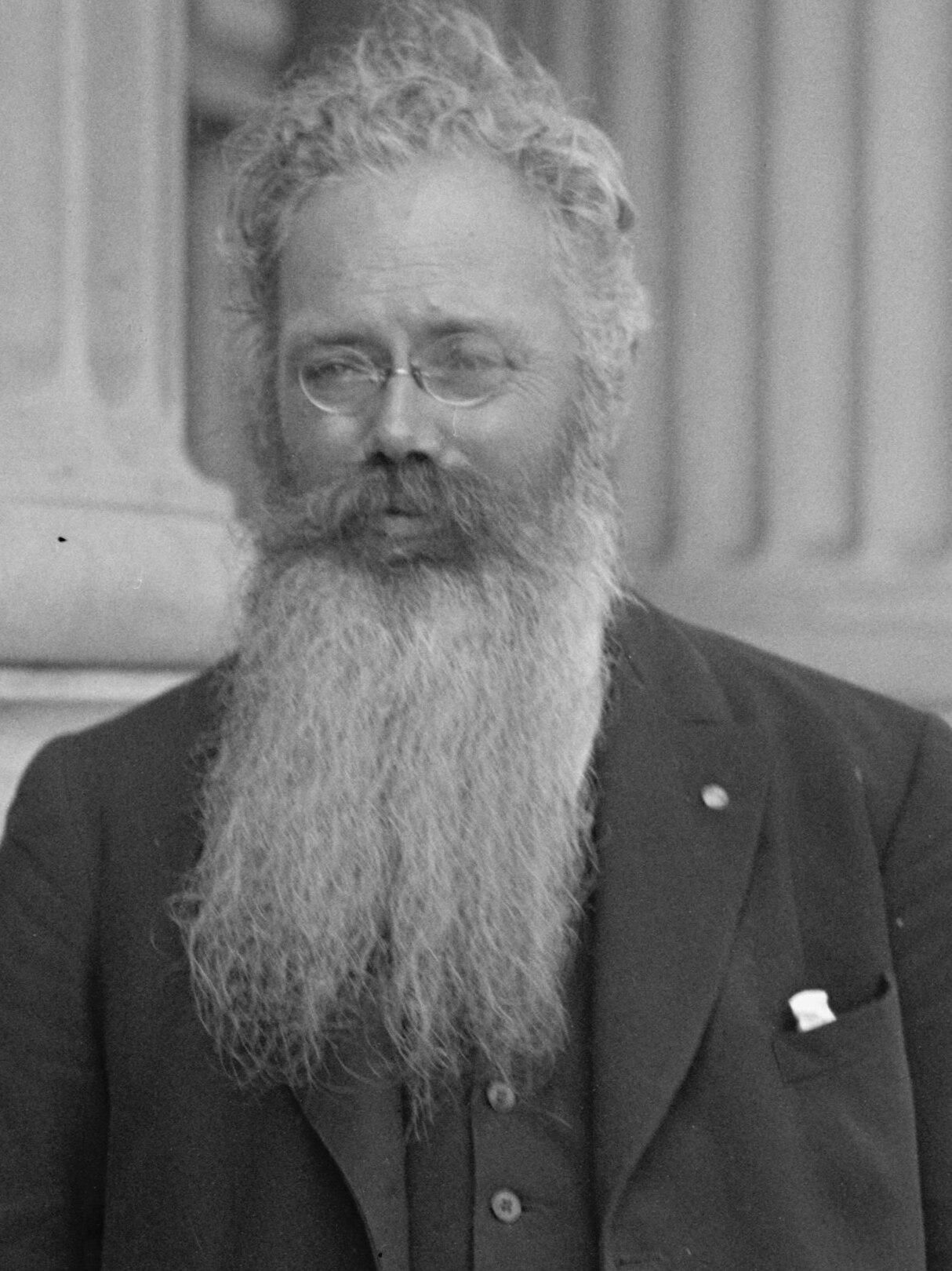
Oscar Olsson i Schweiz, 1925.

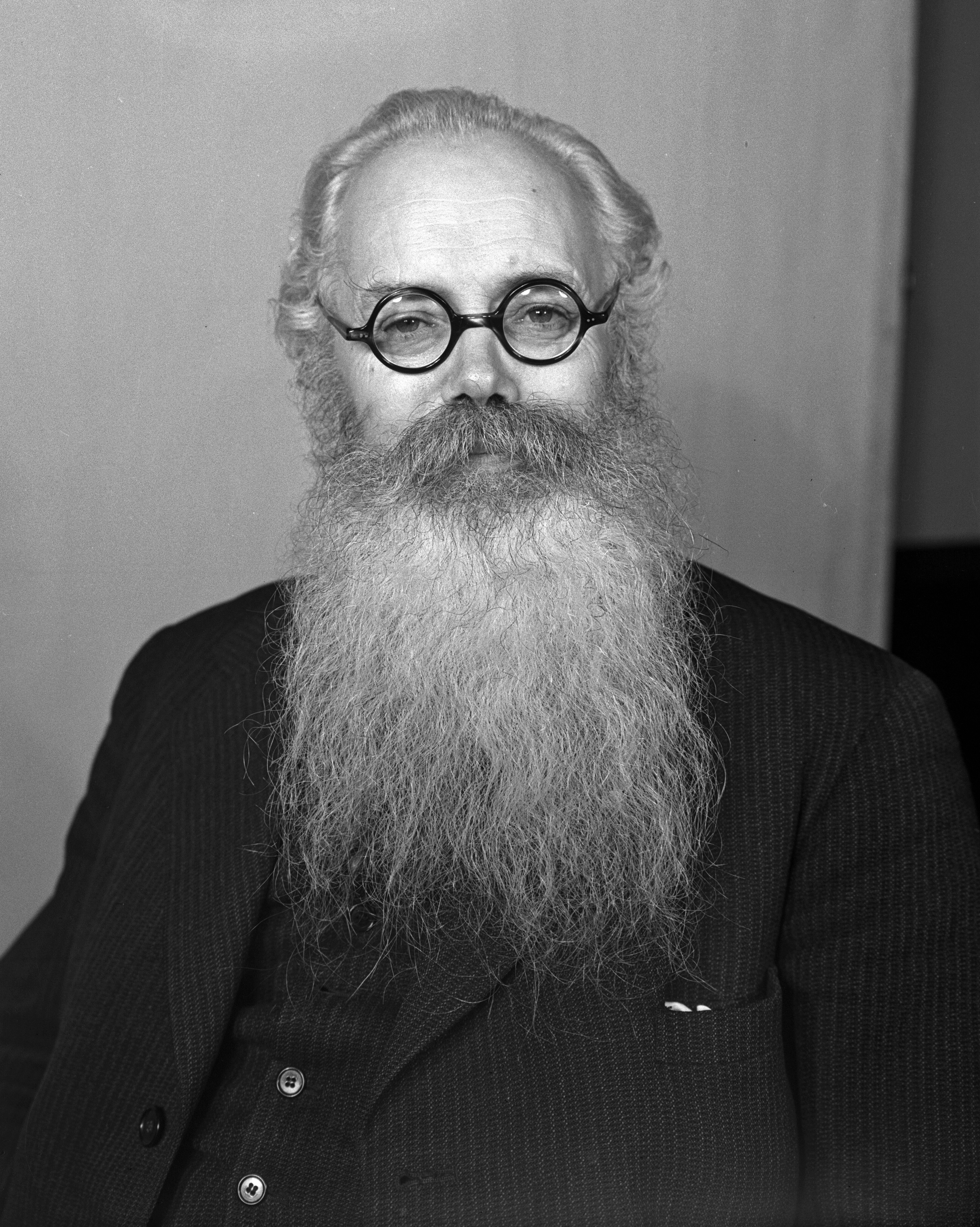
Oscar Olsson, 1935.

Oscar Ulrik Bernhardin Olsson, känd som Olsson med skägget, född 4 juli 1877 i Helsingborg, död 25 januari 1950 i Danderyd, var en svensk skolman, nykterhetsivrare och socialdemokratisk riksdagsman. Olsson anses vara den svenska studiecirkelns upphovsman.

## Studietiden
Oscar Olsson avlade mogenhetsexamen vid läroverket i Helsingborg och tog en filosofie kandidat-examen i historia vid Lunds universitet i maj 1899. Hans möte med filosofen Hans Larsson under studietiden kom att bli av stor betydelse för hans framtida liv. Olsson var aktiv inom Godtemplarorden och SSU och deltog bland annat nykterhetsrörelsens bildningsarbete och 1899–1902 i det som kommit att kallas "den första studiecirkeln".

## Lärargärningen
1904 flyttade Oscar Olsson med hustrun Karin, född Broomé, till Karlstad, där han fått en lärartjänst. Från 1908 och fram till sin pensionering 1942 var Oscar Olsson anställd vid Linköpings Folkskoleseminarium. Har var först adjunkt och från 1919 lektor i svenska.

## Politikern
Oscar Olsson engagerade sig i den framväxande arbetarrörelsen under sin studietid i Lund och var förbundsstyrelseledamot för det år 1903 bildade Socialdemokratiska Ungdomsförbundet mellan 1904 och 1907. Mellan 1913 och 1948 var Olsson socialdemokratisk ledamot av Riksdagens första kammare, 1913–1924 i Örebro läns valkrets och 1925–1948 i Östergötlands läns valkrets.

## Nykteristen
Oscar Olsson var sedan barnsben medlem i Godtemplarlogen 115 Magnus Stenbock i Helsingborg. Mellan 1900 och 1901 var Olsson ordförande i Studenternas helnykterhetsförbund i Lund. 1903–1905 var han medlem i logen Ägir i Karlstad och från 1908 i logen Göta Vapen i Linköping. 1930 utnämndes Olsson till världspresident i IOGT.

## Folkbildningsivrare
Från hösten 1899 till våren 1902 ledde Oscar Olsson en av Godtemplarordens studiekurser efter anglosaxisk modell, det vill säga med katederledd undervisning, med bland annat nykterhet och moral på schemat. På hösten 1902 bildades den första studiecirkeln, som vi känner den än idag, på ett nykterhetscafé i centrala Lund. 1917 grundade Olsson, tillsammans med Rickard Sandler, då ABFs riksstudieledare, tidskriften Bokstugan – studiecirklarnas tidskrift. Oscar Olsson var dess redaktör tills den lades ner 1936. 1927 utsågs Oscar Olsson till rådsmedlem och verkställande ledamot av The World Association for Adult Education i London, världens äldsta organisation för vuxenutbildning.

## Utmärkelser
Mot slutet av sin levnad fick han flera uppmärksammanden som kröntes av erhållandet av förtjänstmedaljen Illis quorum meruere labores, som han fick motta i 12:e storleken ur statsminister Tage Erlanders hand den 5 juli 1947.

## Varia
Under Karlstadtiden utvecklades en vänskap med en av dåtidens största svenska kulturpersonligheter, författaren Ellen Key. Vänskapen ledde bland annat till att Ellen Key år 1906 utfärdade ett gåvobrev, som innebar att 50 % av intäkterna från boken Folkbildningsarbetet skulle tillfalla Godtemplarordens studiecirklar.
Sedan 2007 finns ett personmuseum, Oscar Olsson-museet, i Malmö.
Svensk bokkatalog upptar totalt 44 böcker författade av Oscar Olsson. Lägger man därtill hans artiklar kommer man upp i 214 publicerade arbeten.
Han var gift två gånger.